# Габриел Метсю
Габриел Метсю (на нидерландски: Gabriel Metsu) е холандски художник от XVII век, един от представителите на течението на „малките холандци“.

## Биография
Роден е през януари 1629 г. в Лайден в артистично семейство. Баща му Жак Метсю бил фламандски художник вече с три брака зад гърба си, когато през 1625 г. се оженил за майката на Габриел, самата тя вдовица на друг художник с три по-големи деца.
Има сведения, че учител на Метсю бил Герард Доу, а изкуствоведите считат, че влияния изпитва от Ян Стен, Рембранд ван Рейн и Ян Ливенс. Едва когато през 1655 г. се преселва в Амстердам, започва формирането на стила му в традицията на типичната за XVII век в Холандия малоформатна битова живопис.
Габриел Метсю често изобразява хората в спокойни делнични ситуации и сред уютна обстановка, но също така улавя и умело предава в платната си и техните душевни състояния на трепет. С майсторство рисува различни тъкани. Малко от картините му са датирани, а за периодите в творчеството му се съди по особеностите на рисунъка. Изследователите на Метсю считат, че творбите от последните десет години от живота му са белязани от известен упадък: макар и прецизни по рисунък и представителни на вид, им липсва топлота и чувство.